# Bitwa pod Borgoforte
Bitwa pod Borgoforte lub bitwa pod Governolo – starcie zbrojne, które miało miejsce w listopadzie roku 1526.
22 maja 1526 r. zawiązana została w Cognac nowa Liga Święta, do której obok Francji, Wenecji i Mediolanu przyłączył się też papież Klemens VII i Florencja. Liga prowadziła swoje działanie wojenne powolnie i nieudolnie; tymczasem Karol V znalazł poparcie we Włoszech (Ferrara), a jego wojska opanowały Lombardię, w tym Mediolan. Aby wesprzeć wojska Karola V walczące we Włoszech cesarski dowódca Jerzy von Frundsberg zaciągnął 12 tys. luterańskich landsknechtów z Niemiec i Tyrolu; w listopadzie przeszedł z tą armią przez niebronione przełęcze alpejskie, kierując się ku terytorium Mantui. Na spotkanie landsknechtom wyruszyła porównywalna liczebnie armia Świętej Ligi pod dowództwem księcia Urbino Franciszka Marii della Rovere, który jednak nie zdecydował się na stoczenie walnej bitwy z wojskami Frundsberga; książę Urbino postanowił prowadzić z wojskami cesarskimi wojnę podjazdową i próbować odciąć je od zaopatrzenia. 24 listopada wojska cesarskie dotarły nad rzekę Mincio; tam do wojsk Frundsberga, do tej pory pozbawionych artylerii, dotarły przetransportowane Padem falkonety wysłane przez księcia Ferrary Alfonsa I. Jeden z dowódców wojsk Ligi, Ludwik Medyceusz, błędnie zakładając, że wojska cesarskie nie mają artylerii, zaatakował na czele oddziału 800 kondotierów straż tylną wojsk Frundsberga niedaleko miejscowości Borgoforte i Governolo (w pobliżu Mantui). Landsknechci odparli atak Medyceusza, jednak za cenę strat własnych wyższych od poniesionych przez przeciwnika (300 zabitych po stronie wojsk cesarskich, 50 po stronie wojsk Ligi). Wojska cesarskie wykorzystały przeciwko wojskom Ligi przysłane przez księcia Ferrary falkonety; w wyniku ostrzału ranny został Ludwik Medyceusz (na skutek odniesionych ran zmarł kilka dni po bitwie). Doprowadziło to do zakończenia bitwy, gdyż wojska Ligi nie podjęły dalszych ataków na wojska cesarskie.
Po bitwie, korzystając z bierności wojsk dowodzonych przez księcia Urbino, wojska niemieckie połączyły się z Hiszpanami pod komendą Karola Burbona i ruszyły na Rzym, gdzie miało miejsce słynne Sacco di Roma (splądrowanie Rzymu), które położyło kres świetności renesansowej miasta.